# Cuarto poder (programa de televisión)
Cuarto poder (del 2003 hasta 2018 estilizado como Cu4rto Poder) es un programa de televisión peruano de investigación periodística y entrevistas. Es producido y emitido por la cadena América Televisión desde 2002. El programa reemplazó a La revista dominical, de Nicolás Lúcar.

## Historia
Cuarto poder salió al aire el 11 de agosto de 2002; inicialmente estaba dirigido por Rosana Cueva y conducido por Carlos Espá. En 2004 el primer equipo periodístico renunció. En sus primeros años, el programa se caracterizó por la difusión de escándalos políticos como las firmas falsas para la inscripción del partido Perú Posible; el supuesto prostíbulo casero de José León Rivera, que fue archivado por el Congreso en 2004; y la emisión de los petroaudios entre Rómulo León y Alberto Quimper en 2008.
En una votación popular a fines de 2007 por Perú 21, fue elegido como mejor programa periodístico en el especial «Lo mejor y lo peor de TV y el cine».
El 22 de mayo de 2016, después del primer debate presidencial entre los candidatos Keiko Fujimori y Pedro Pablo Kuczynski en Piura, comenzó a ser producido en alta definición solo en los estudios. Los reportajes y los enlaces se seguían transmitiendo en resolución estándar. En agosto de 2017, el noticiero pasó a ser producido enteramente en HD.
Durante esos años el programa fue conducido por Sol Carreño y Augusto Thorndike hasta el 20 de diciembre de 2020. Desde el domingo, 10 de enero de 2021, Mávila Huertas asumió la conducción del programa.
En junio de 2021, el programa comenzó a sufrir cambios: el equipo periodístico del programa renunció debido a diferencias con el director periodístico del canal, Gilberto Hume. Luego, el 27 de junio, Mávila Huertas no condujo el programa y fue reemplazada ese día por Melissa Peschiera. Se rumoreó que fue por problemas de salud, pero luego se confirmó que no continuaría en el canal, pero que permanecería en Canal N.
Tras la salida en julio de 2021, se confirmó que Sebastián Salazar (periodista e hijo de Federico Salazar) y Tatiana Alemán (experiodista de RPP) serán los nuevos conductores. En diciembre de 2021, fueron retirados por una cuestionada investigación sobre el presidente Pedro Castillo.
El 30 de enero de 2022, el programa regresó a las pantallas bajo la conducción de Sol Carreño, quien retornó al canal y al programa después de un año. Y con un equipo periodístico parcialmente renovado; Mauricio Aguirre regresará como director general del programa, después de diecinueve años, en reemplazo de Christian Sotomayor.

## Controversias
En 2003 el dominical filtró una filmación de 1998, en el cual el entonces presidente de la república, Alberto Fujimori, realizaba coordinaciones con cercanos a su Gobierno; el caso se denominó «fujivideos». El Ministerio de Defensa solicitó la sanción en uno de los extractos por comprometer con la seguridad nacional. En octubre de ese año, Mauricio Aguirre renunció a a dirección del canal debido a una supuesta presión del fujimorismo al dominical. Para 2006 la Fiscalía denunció a Carlos Raffo por estar supuestamente involucrado en la difusión, pero fue archivado por el Poder Judicial.
En 2004 ocurrió a un incidente con el entonces presidente de la república, Alejandro Toledo, quien llamó «cobarde» a Carlos Espá en una llamada telefónica en directo tras la emisión de un polémico reportaje sobre la recolección de firmas en su partido político País Posible (posteriormente llamado Perú Posible). Esto provocó la renuncia por parte del equipo periodístico, incluido el director Julio Aliaga. Además, la dirección periodística pasó a manos de Gilberto Hume, fundador de Canal N. El crítico de televisión Fernando Vivas señaló que el suceso se debió a una crisis interna mal gestionada por el directorio del Grupo Plural TV.
El 20 de junio de 2021, el programa entrevisto a un analista político y ex-marino de guerra Arturo Arriarán Schaffer y presentó un estudio sobre el supuesto fraude electoral de la segunda vuelta de las elecciones generales 2021, conocido popularmente como un "Criptoanálisis", en ese estudio Arriarán mostró como es que se alteraron las actas bajo un mecanismo matemático tildado de dudoso y erróneo. Se descubrió que ese estudio, planteado por Carlos Raffo tuvo muchísimos errores, lo que hizo que el programa perdiera popularidad y su conductora Mávila Huertas sufriera el peor desprestigio de su vida.
El 6 de julio de 2022, el periodista del programa Eduardo Quispe, junto a todo su equipo periodístico, fueron secuestrados por las rondas campesinas en la localidad del distrito de Chadín, en la ciudad de Chota, Cajamarca, para luego ser obligado a leer un documento donde manifiesta haber sido tomado como rehén por parte de las rondas campesinas, minutos antes de finalizar la lectura, los ronderos liberaron al periodista y a todo su equipo de investigación del programa. Esto trajo reacciones de los periodistas de América Televisión y Canal N, quienes realizaron un pronunciamiento en conjunto para la noche de ese día, donde condenan firmemente el secuestro de Quispe en Cajamarca. Asimismo, denuncian haber sido extorsionados por parte de las rondas campesinas, con el objetivo de no seguir emitiendo las denuncias hacia el Gobierno del presidente Pedro Castillo. Lo mencionado siendo paralelo a una serie de polémicas en cuanto a la opinión popular acerca de la parcialidad del programa y su postura de oposición, en que César Hildebrandt calificó en agosto de ese año de «letrina periodística» al «convertirlo en lo que, alguna vez fue, la revista dominical respecto de Alberto Fujimori».
Más adelante, el Congreso de la República acordó citar al ministro del Interior, Mariano González, para que explique sobre el secuestro del periodista Quispe en Cajamarca.
En 2023 se presentaron ilustraciones de historietas en reemplazo de grabaciones de cámaras de seguridad para cubrir un evento policial. Magaly Medina criticó el tratamiento de las mismas cuando fue «la única vez en la historia del periodismo nacional [de los últimos veinte años] [en no conseguir] un video de la Policía». Luego de las presiones de las redes sociales en afirmar la autenticidad del evento, América noticias, del mismo canal, reveló el metraje días después.
En 2025, Marco Sifuentes señaló que el Sodalicio de Vida Cristiana había iniciado una campaña de conspiración contra el entonces obispo de Chiclayo Robert Francis Prevost, aprovechándose de las denuncias publicadas el año anterior en el dominical. Sifuentes afirmó que las víctimas no recibieron tratamiento judicial y el dominical responsabilizó a Prevost de encubrir las denuncias. Esta acusación fue desmentida posteriormente por la diócesis de Chiclayo. Con la elección de Prevost como papa León XIV, la columnista de Caretas Patricia Salinas señaló que el dominical no se atrevió a volver a publicar el reportaje, porque sabía que «intentaron difamarlo».

## Conductores
Fuente:
- Carlos Espá Garcés-Alvear (agosto de 2002-octubre de 2004)
- Raúl Tola Pedraglio (noviembre de 2004-diciembre de 2011)
- Sol Carreño Carvalho (noviembre de 2005-diciembre de 2020, enero de 2022- actualidad)
- Mario Ghibellini (2013, 2021)
- Augusto Thorndike del Campo (enero de 2014-diciembre de 2020)
- Mávila Huertas (enero-junio de 2021)
- Melissa Peschiera Martín (junio de 2021, interina)
- Sebastián Salazar (julio de 2021-diciembre de 2021)
- Tatiana Alemán (julio de 2021-diciembre de 2021)

## Directores
- Mauricio Aguirre (agosto de 2002-enero de 2003 y enero de 2022-diciembre de 2023)
- Rosana Cueva Mejía (enero 2003-octubre 2004)
- Gilberto Hume Hurtado (octubre 2004-octubre 2005)
- Gabriela García Hildebrandt (octubre de 2005-junio de 2021)
- Mávila Huertas (junio-julio de 2021, interina)
- Christian Sotomayor (agosto-diciembre de 2021)
- Vicky Zamora (enero 2024-presente)

## Premios y nominaciones
| Año  | Premio                                   | Categoría                   | Resultado | Ref.          |
| ---- | ---------------------------------------- | --------------------------- | --------- | ------------- |
| 2010 | Premios Luces                            | Mejor programa periodístico | Ganador   |               |
| 2013 | Premios Luces                            | Mejor programa periodístico | Nominado  | [ 41 ]        |
| 2020 | Premios Luces                            | Mejor programa periodístico | Ganador   | [ 42 ]        |
| 2022 | Premios Nacionales de Periodismo de IPYS | Mejor reportaje             | Ganador   | [ 43 ] [ 44 ] |